# Scaled Composites ARES
Scaled Composites ARES (Model 151) – amerykański, doświadczalny samolot bojowy skonstruowany w wytwórni Rutan Aircraft Factory i zbudowany w Scaled Composites. Akronim ARES oznacza Agile Responsive Effective Support (skuteczne wsparcie przy podwyższonej manewrowności).

## Historia
Prace nad samolotem, którego głównym zadaniem miała być skuteczna walka ze śmigłowcami oraz wspieranie działań sił lądowych, rozpoczęły się w firmie Burta Rutana w 1981 roku. W owym czasie United States Army rozpoczęła program Low Cost Battlefield Attack Aircraft (LCBAA), którego celem było zaprojektowanie i zbudowanie taniego samolotu przeznaczonego do wsparcia sił lądowych oraz zwalczania nieprzyjacielskich śmigłowców. Wstępne założenia projektu przewidywały użycie silnika turbośmigłowego, zdolność do operowania ze słabo wyposażonych lotnisk polowych, w tym dróg i autostrad, długi czas pozostawania w powietrzu oraz niewielki koszt samolotu. Podobny projekt realizowany był również w Wielkiej Brytanii, w której British Aerospace rozpoczęła pracę nad samolotem British Aerospace P.1233-1 Saba w ramach projektu Small Agile Battlefield Aircraft (Mały Zwrotny Samolot Pola Walki). Z biegiem czasu pierwotny projekt uległ licznym modyfikacjom, do najważniejszej z nich należało wykorzystanie silnika turbowentylatorowego do napędu maszyny. Prototyp gotowy był w 1986 roku a w swój dziewiczy lot wzniósł się 19 lutego 1990 roku. Za steram maszyny siedział pilot doświadczalny wytwórni Scaled Composites, Doug Shane. Początkowo maszyna nie była uzbrojona, jednak w 1991 roku na jej pokładzie zamontowano działko GAU-12. Samolot spędził w powietrzu około 250 godzin i wykazał się bardzo dobrą manewrownością na niskich pułapach. ARES został zbudowany w wersji jednomiejscowej, jednak producent przewidywał powstanie również szkoleniowej wersji dwumiejscowej. Cały projekt zakończył się w 2000 roku na etapie budowy jednego prototypu. US Army, jak również US Air Force, nie wykazała zainteresowania projektem, działania w Iraku pokazały skuteczność A-10 oraz śmigłowców AH-64. Scaled Composites próbowała zainteresować swoim samolotem siły powietrzne innych państw, zwłaszcza tych, które nie dysponują zbyt zasobnym portfelem, ale również bez rezultatów.

## Konstrukcja
ARES jest jednomiejscowym, zbudowanym z kompozytów, wolnonośnym dolnopłatem. Samolot został zbudowany w układzie „kaczka”. Podwójne usterzenie poziome i niesymetryczny względem osi podłużnej kadłub. Niesymetryczność ta wynika z umieszczenia po lewej stronie kadłuba pojedynczego wlotu powietrza do silnika, który jest odchylony o 8° względem osi podłużnej samolotu. Wylot spalin ustawiony jest już symetrycznie. Po prawej stronie kadłuba umieszczono działko GAU-12 z zapasem 220 sztuk amunicji. Dzięki niewielkiemu obciążeniu skrzydeł i dużej powierzchni lotek maszyna charakteryzuje się bardzo dobrą zwrotnością. Prędkość kątowa zakrętu wynosi 30° na sekundę, a prędkość przeciągnięcia 152 km/h. Zbiorniki paliwa umieszczone zostały w skrzydłach. Podwozie chowane, trójzespołowe z przednim podparciem. Samolot był bardzo łatwy w pilotażu i odporny na przeciągnięcie. Skrzydło o obrysie dwutrapezowym, poszerzone przy kadłubie, z dodatnim skosem i wzniosem, z zaokrąglonymi końcami.